# Bettie Serveert
Bettie Serveert es una banda de Indie rock de los Países Bajos cuyo nombre tiene que ver con un libro escrito por la tenista holandesa Betty Stöve, que ganó torneos del Grand Slam en los años setenta. 

## Historia
La banda, originalmente formada por Carol Van Dijk (voz y guitarra), Peter Visser (guitarra), Herman Bunskoeke (bajo) y Berend Dubbe (batería), lanzó su álbum debut Palomine en 1992, un disco entre influencias de Neil Young, Pretenders y Teenage Fanclub que los convirtió en renovadores del sonido independiente de su época, a pesar de no tener origen anglosajón y de que nunca gozaron de un reconocimiento generalizado.
En septiembre de 1994 participaron con la versión de "For All We Know" en If I Were a Carpenter, un álbum tributo dedicado al dúo The Carpenters. Ya en 1995 editaron su segundo álbum Lamprey y en 1996 incluyeron una versión de "I'll Keep It With Mine" de Bob Dylan en la banda sonora de la película Yo disparé a Andy Warhol.
En 1997 publicaron el tercer álbum Dust Bunnies, y en 1998 un álbum en directo de versiones de The Velvet Underground que se tituló Venus In Furs (And Other Velvet Underground Songs).
En el año 2000 grabaron el quinto álbum de estudio Private Suit, producido por John Parish, editado con el sello propio Palomine Records y en el que se incorporó el batería Reinier Veldman para sustituir a Berend Dubbe.
Tras un silencio de tres años, en 2003 lanzaron el álbum Log 22, del que se extrajeron los singles de las canciones "Smack" y "Wide-Eyed Fools". Dos años después publicaron Attagirl y en 2006 Bare Stripped Naked.
Con influencias de new wave y de power pop, en 2010 editaron el álbum Pharmacy Of Love, en el que se incorporó como nuevo batería Joppe Molenaar, que continuó en el álbum Oh, Mayhem! de 2013 y en Damaged Good de 2016.
Con motivo del 30 aniversario de su lanzamiento, se realizó en 2023 una reedición de Palomine en vinilo naranja, a través del sello Matador Records. La misma fue acompañada por el single “Brain-Tag” que se incluyó en la edición original.

## Discografía
- 1992 - Palomine
- 1995 - Lamprey
- 1997 - Dust Bunnies
- 1998 - Venus In Furs (And Other Velvet Underground Songs)
- 2000 - Private Suit
- 2003 - Log 22
- 2005 - Attagirl
- 2006 - Bare Stripped Naked
- 2010 - Pharmacy of Love
- 2013 - Oh, Mayhem!
- 2016 - Damaged Good